# John Steppling

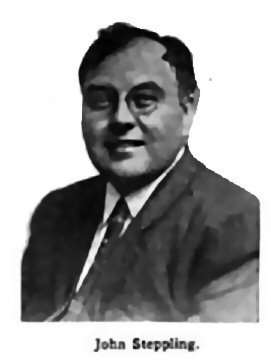
Publicidade de Moving Picture World; 22 de novembro de 1913

John Steppling (Essen, 8 de agosto de 1870 – Hollywood, 5 de abril de 1932 (61 anos)) foi um ator norte-americano nascido na Alemanha, atuante na era do cinema mudo.
Mudou-se para os Estados Unidos ainda jovem, e entrou no cinema em 1912, aos 42 anos. Estrelou em um total de 230 filmes até a década  de 1920. Ele também é creditado com 7 filmes dirigidos.
Era o avô do dramaturgo John Steppling.

## Filmografia selecionada
- Tess of the d'Urbervilles (1913)
- Caprice (1913)
- When a Woman Waits (1914)
- The Beggar Child (1914)
- The Archeologist (1914)
- A Slice of Life (1914)
- The Final Impulse (1914)
- Damaged Goods (1914)
- This Is th' Life (1914)
- The Butterfly (1914)
- The Lure of the Sawdust (1914)
- The Resolve (1915)
- A Man's Man (1918)
- The Guilty Man (1918)
- Good Night, Paul (1918)
- Luck in Pawn (1919)
- Billions (1920)
- Sick Abed (1920)
- Black Beauty (1921)
- A Cafe in Cairo (1924)
- The Dramatic Life of Abraham Lincoln (1924)
- Soft Shoes (1925)
- By Whose Hand? (1927)